# 星光橋
星光橋，是新北市汐止區一座僅供步行的橋樑，橫跨基隆河，全長270公尺，寬8.6至9.1公尺，銜接鄉長路一段與新北市江長抽水站，於2014年10月31日完工。

## 歷史
星光橋的特色之一，麥克風造型的橋塔高70公尺，往北方傾斜橋塔軸線與水平線夾角呈70度。星光橋設計同時具大跨徑配置及輕量化結構，主跨徑長約126公尺，於基隆河深槽區不設橋墩，總經費約新台幣兩億元，橋寬約 8.6- 9.1公尺、長度約270公尺，邊跨為不對稱形配置，主跨橋面以梁深1.2公尺雙圓形鋼管梁結構設計。星光橋一端的江長抽水站也轉型為環境教育展區功能的鐵馬驛站，星光橋成為基隆河兩側河濱自行車道及綠野草坪間聯絡橋樑。

## 圖片集

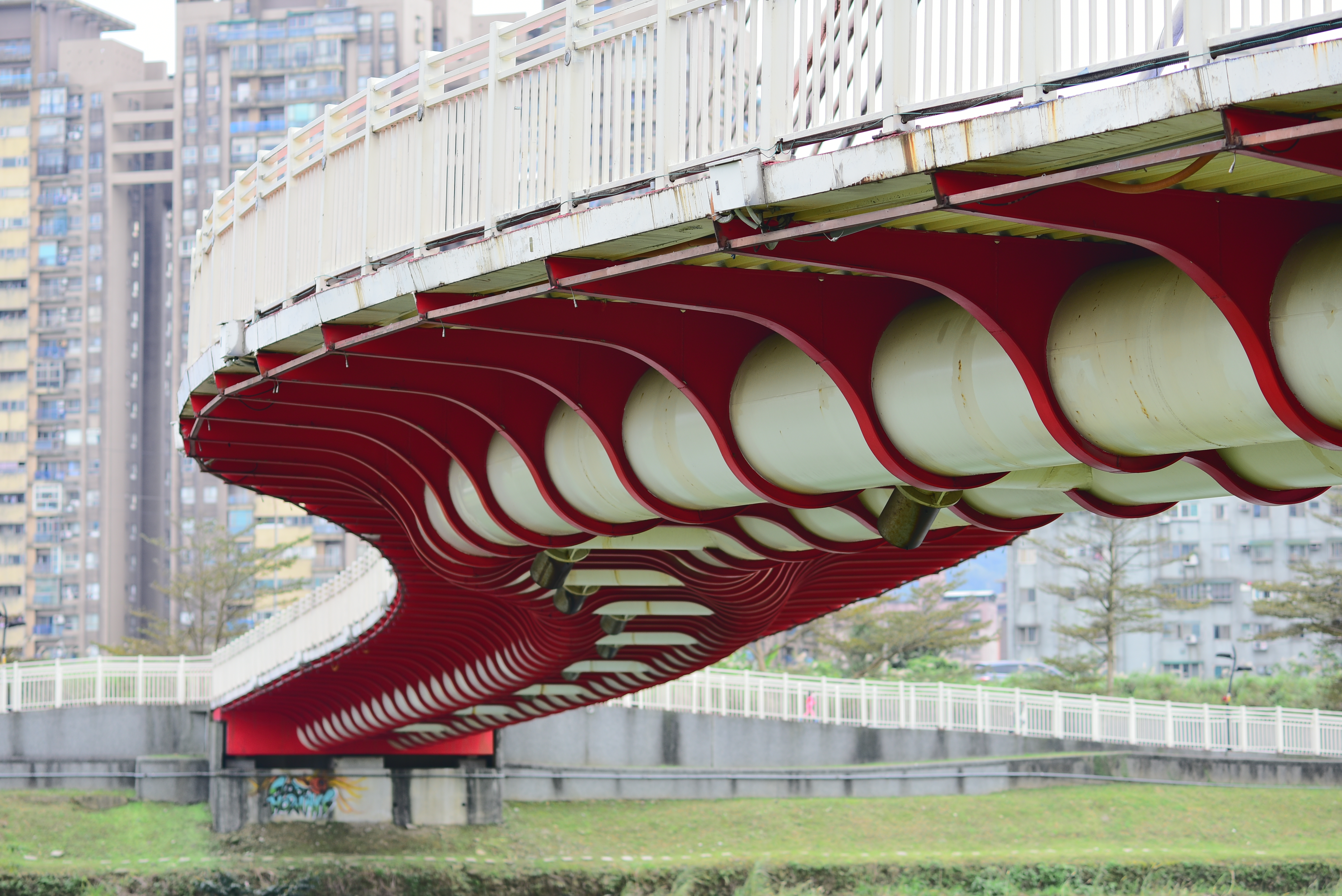
星光橋底部結構
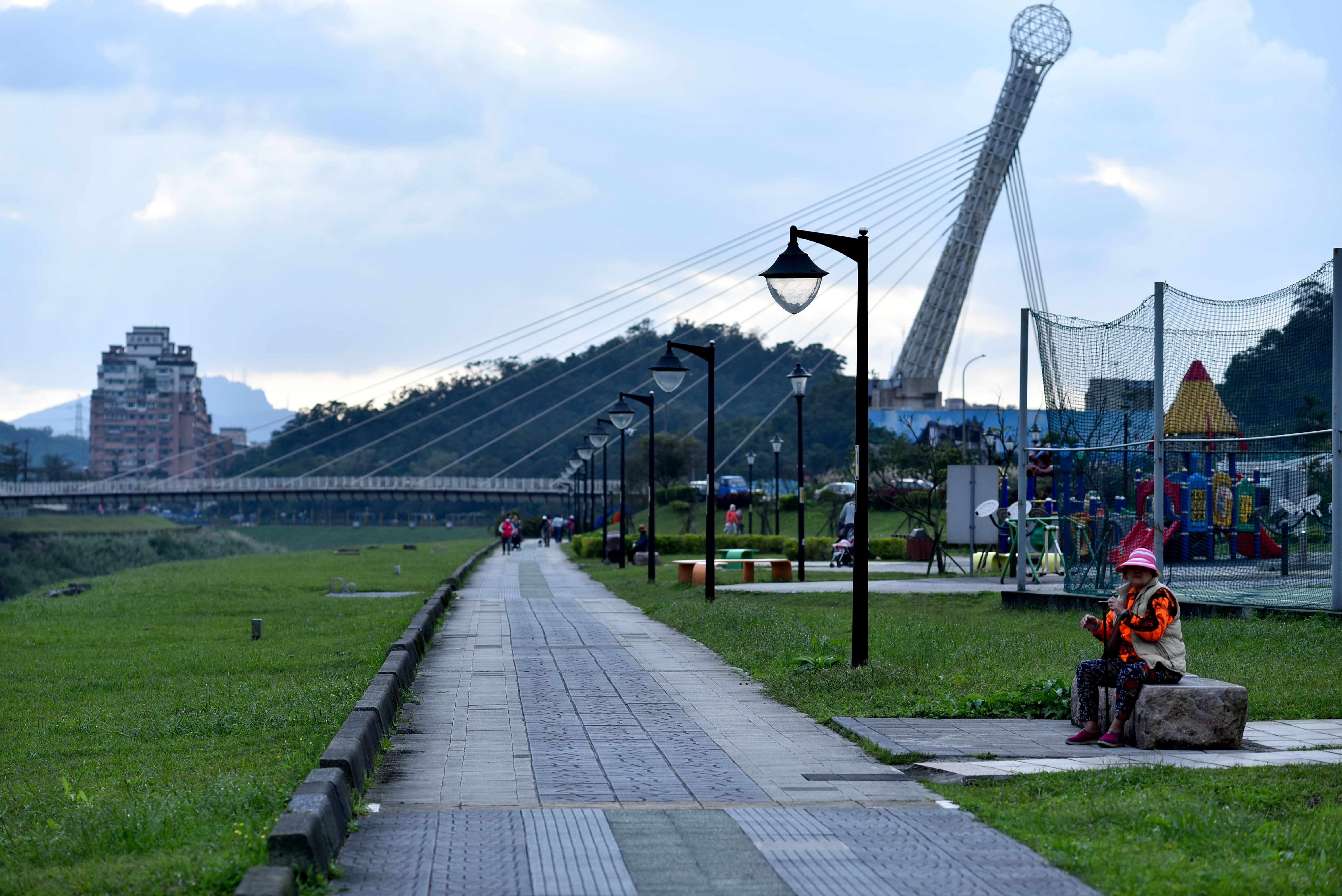
從星座公園遠眺星光橋
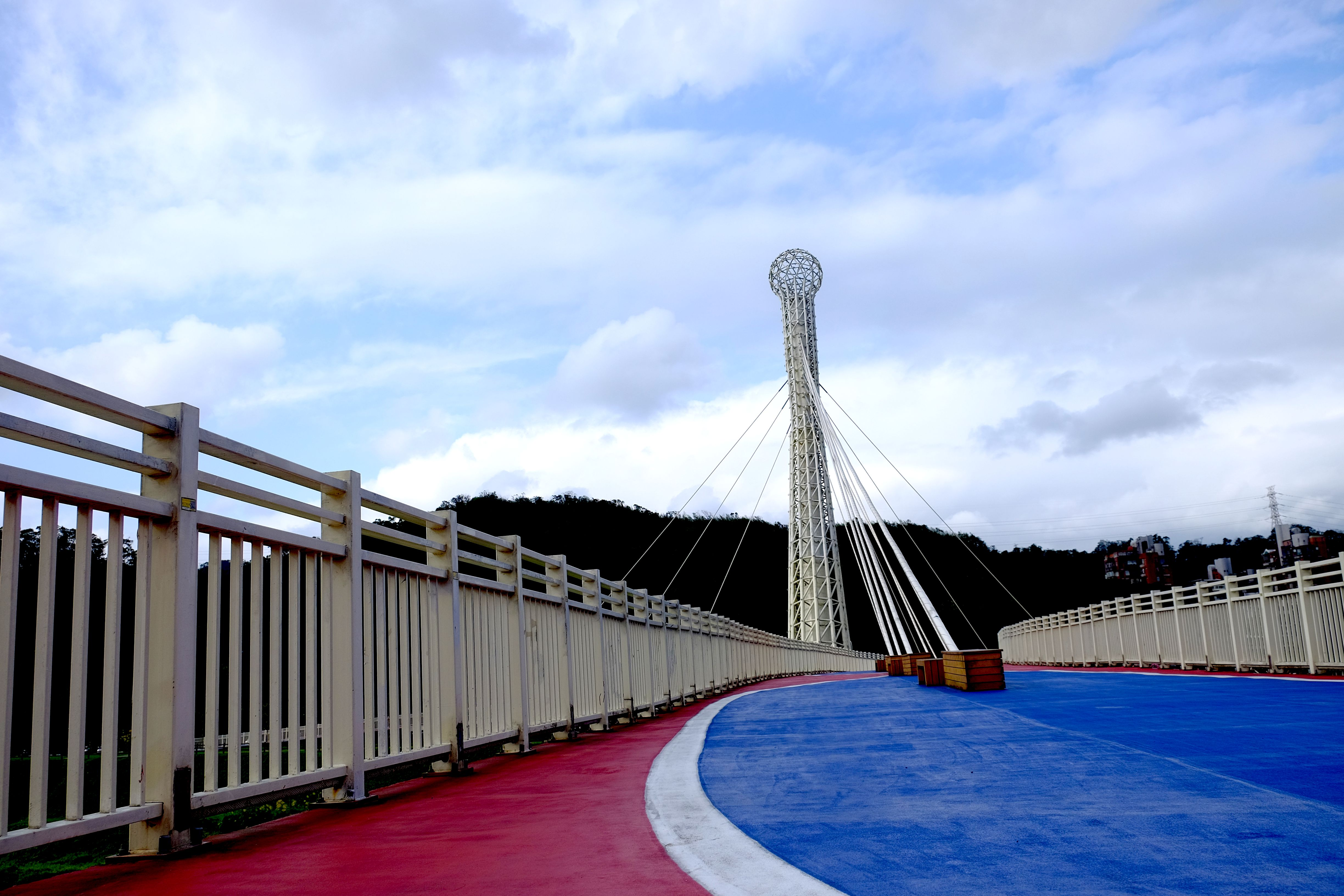
星光橋橋面步道
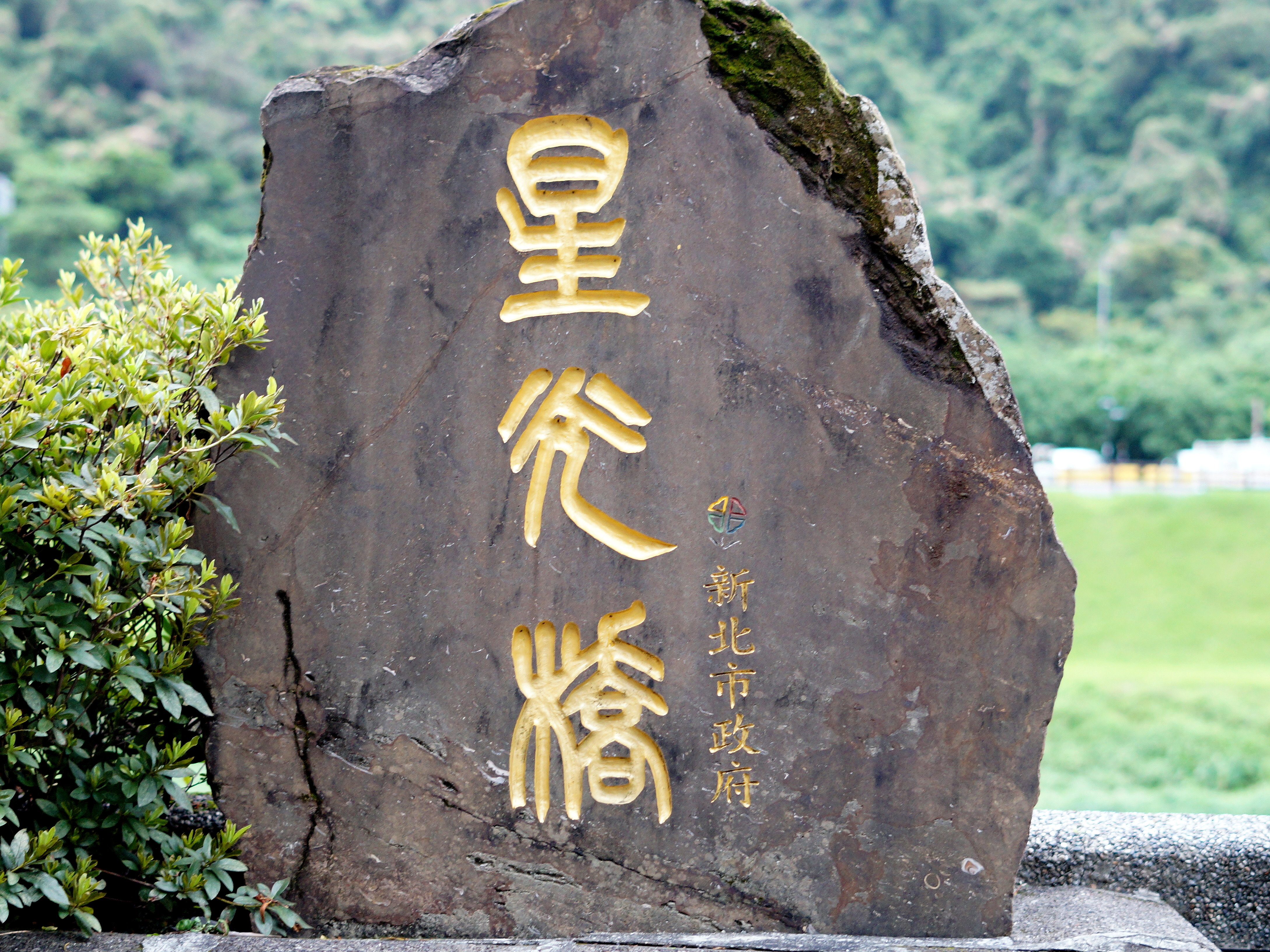
星光橋橋名石碑
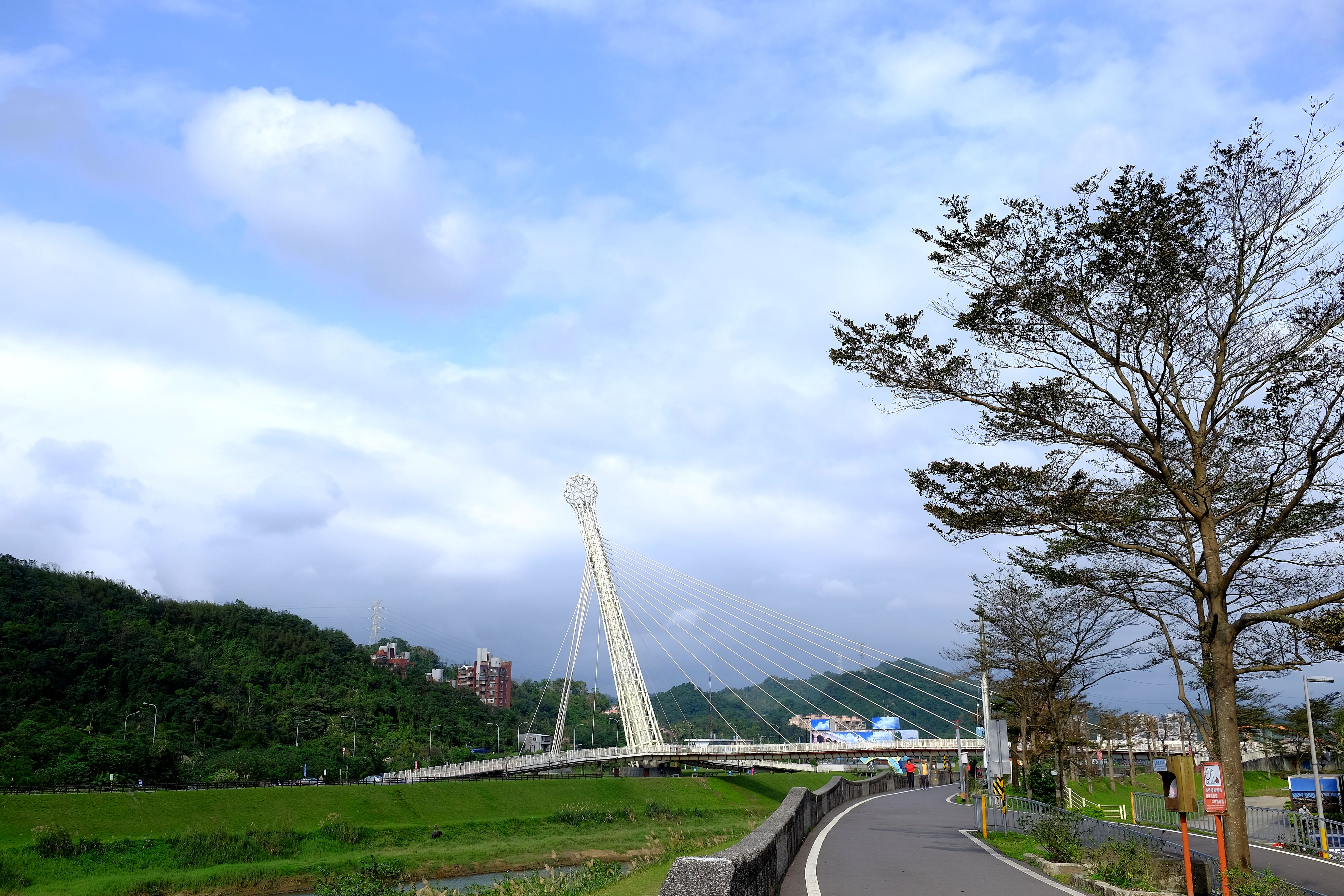
跨基隆河聯絡新北市汐止區五堵車站與星座公園的星光橋